# Wiston (West Sussex)
Wiston – wieś w Anglii, w hrabstwie West Sussex, w dystrykcie Horsham. Leży 30 km na wschód od miasta Chichester i 68 km na południe od Londynu. W 2001 miejscowość liczyła 221 mieszkańców.